# Tú alfagra land mítt
Tú alfagra land mítt (Dansk: Du mit fagre land) er Færøernes nationalmelodi.
Det menes at teksten er skrevet den 1. februar 1906 af folkehøjskolelærer Símun av Skarði (1872-1942). Melodien er skrevet i 1907 af violinisten Petur Alberg (1885-1940).

## Færøsk tekst
1. Tú alfagra land mítt, mín dýrasta ogn!
á vetri so randhvítt, á sumri við logn,
tú tekur meg at tær so tætt í tín favn.
Tit oyggjar so mætar, Guð signi tað navn,
sum menn tykkum góvu, tá teir tykkum sóu.
Ja, Guð signi Føroyar, mítt land!

2. Hin roðin, sum skínur á sumri í líð,
hin ódnin, sum týnir mangt lív vetrartíð,
og myrkrið, sum fjalir mær bjartasta mál,
og ljósið, sum spælir mær sigur í sál:
alt streingir, ið tóna, sum vága og vóna,
at eg verji Føroyar, mítt land.

3. Eg nígi tí niður í bøn til tín, Guð:
Hin heilagi friður mær falli í lut!
Lat sál mína tváa sær í tíni dýrd!
So torir hon vága - av Gudi væl skírd -
at bera tað merkið, sum eyðkennir verkið,
ið varðveitir Føroyar, mítt land!

## Dansk tekst
1. O Færø så fager, min dyreste skat

Når vinterstorm brager, i lun sommernat
du drager derude mig hjem i din favn.
I øer så prude, Gud signe det navn,
som fædrene gav jer, da de fandt bag hav jer.
Ja, Gud signe Færø, mit land.

2. Hin solglans, som svæver om sommergrøn lid,
og stormen, som kræver mangt liv vintertid,
og mørket, som dølger mig fjeldryg og tind,
og lyset, som bølger og hvisker i sind:
Alt strenge, som klinger og lønligt mig tvinger
at værge dig, Færø, mit land.

3. Mit knæ vil jeg bøje i bøn til dig, Gud:
Din fred, o du høje, lad bringe mig bud!
Min sjæl vil sig sænke i dit nådebad,
så tør den vel tænke – frimodig og glad –.
at frembære mærket, som vidner om værket,
der tjener dig, Færø, mit land!